# Un idiot qui se croit Max Linder
Un idiot qui se croit Max Linder è un cortometraggio del 1914 diretto da Lucien Nonguet e Romeo Bosetti.

## Trama
Gaetan è appena stato rilasciato dal manicomio dal Dr. Chumpoff che dice alla madre che Gaetan ora è guarito. Gaetan va al cinema. Vede il film Max Linder: Max pedicure e la sua immaginazione sta correndo. Lasciando il cinema, ruba un poster che rappresenta Max e poi si avvicina a un sarto per realizzare un abito simile a quello indossato da Linder. Così vestito, si presenta ad un'agenzia cinematografica.

## Produzione
Film realizzato da Romeo Bosetti come parte della serie "Gaetan", Linder è presente in un estratto di uno dei suoi film: Max pedicure. a causa del titolo, è stato considerato come parte della filmografia di Max Linder.